# Veleta
Veleta (též Pico del Veleta či Pico Veleta, 3396 m n. m.) je třetí nejvyšší vrchol Pyrenejského poloostrova a druhý nejvyšší vrchol pohoří Sierra Nevada. Leží v jižním Španělsku v regionu Andalusie v provincii Granada. Hora je snadno dostupná díky asfaltové silničce vedoucí až pod vrchol.
Ledovec Corral de la Veleta (či Corral del Veleta), nejjižnější ledovec v Evropě, roztál v roce 1913.